# Sak (juridik)
Sak är i Sverige en juridisk term med olika betydelser beroende på inom vilket rättsområde den används.

## Processrätt
I processrättslig mening är saken den fråga som är föremål för bedömning av en domstol eller skiljenämnd. Som synonymer används i lagtext fråga, mål eller tvist. I vid mening utgörs saken av frågan huruvida en talan i ett tvistemål eller ett brottmål skall bifallas eller ogillas.
Att pröva en fråga i sak innebär att frågan blir ämne för materiell prövning vilket betyder att domstolen tar hänsyn till de faktiska omständigheter som åberopas av parterna i målet och inte bara följer innehållet i rättsregler.
Motsatsen till prövning i sak är summarisk prövning.

## Civilrätt
I civilrättslig mening är sak ett föremål som någon kan besitta, exempelvis lösöre som i modern svensk författningstext benämns "lösa saker".